# 聖米倫主教座堂
聖米倫主教座堂（英語：St Mirin's Cathedral）是位於英國蘇格蘭佩斯利的一座羅馬天主教教堂，獻給聖米倫。這座教堂是天主教佩斯利教區的主教座堂。教堂竣工於1931年，在1948年升格為主教座堂。